# Phromnia rosea

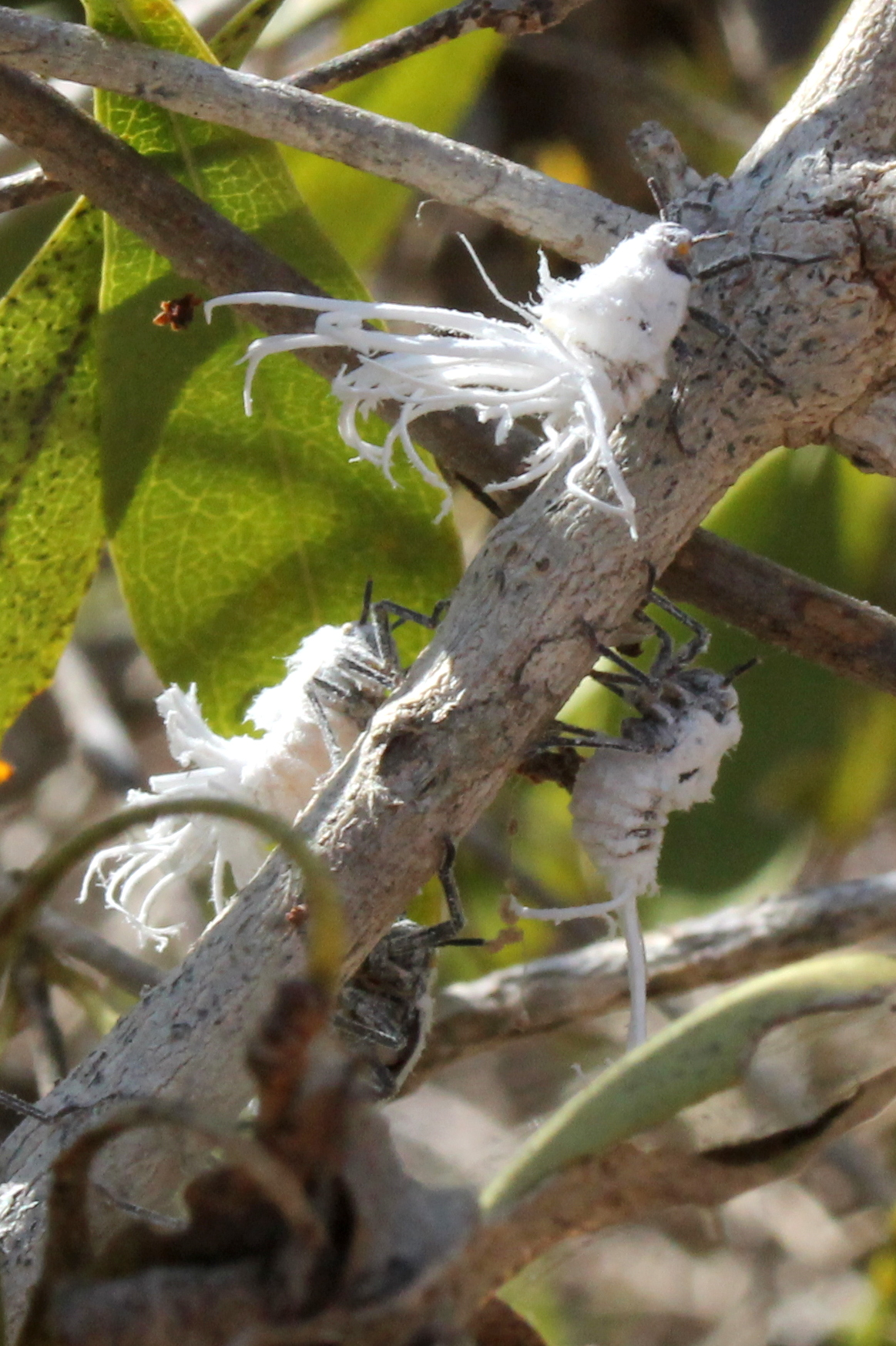
Nymphen

Phromnia rosea, Syn.: Flatida rosea ist eine endemisch auf Madagaskar vorkommende Spitzkopfzikadenart (Fulgoromorpha) aus der Familie der Schmetterlingszikaden (Flatidae). Das Artepitheton basiert auf dem lateinischen Wort rosea mit der Bedeutung ‚Rosarot‘.

## Merkmale
Phromnia rosea erreicht eine Flügelspannweite von 52 bis 54  Millimetern. Die Farbe der stark gerundeten Vorderflügel (Tegmina) ist einfarbig rosa bis rosarot. Die Hinterflügeloberseite hat eine cremeweiße Farbe, von der sich dunkle Adern abheben. Die Fühler sind kurz. Die Imagines der Schmetterlingszikaden sitzen gern mit eng zusammengeklappten Flügeln an Zweigen oder Ästen, wobei die auffällig gefärbte Vorderflügeloberseite nach außen zeigt. Bei Tagschmetterlingen, beispielsweise dem Großen Feuerfalter (Lycaena dispar), die oftmals ebenfalls mit eng zusammengeklappten Flügeln ruhen, zeigt hingegen in der Regel die unauffällig gefärbte Hinterflügelunterseite nach außen.

## Vorkommen und Lebensraum
Die Art ist ausschließlich auf der Insel Madagaskar zu finden und besiedelt in erster Linie gebüschreiche und waldige Gebiete.

## Lebensweise und Entwicklung
Phromnia rosea hält sich überwiegend an Ästen und Zweigen von Laubbaumarten auf, wo sich die Tiere von Baumsäften ernähren. Sie treten in der Regel in großer Anzahl auf, wobei die Imagines dicht beieinander sitzen. Dies kann als Mimikry gedeutet werden, da eine solche Ansammlung aus der Ferne wie ein Zweig mit herbstlich verfärbten Blättern wirkt. Ihre Ausscheidungen sind glukosehaltig und werden von Lemurenarten (Lemuriformes) gerne von damit benetztem Laub abgeleckt. Die Nymphen sind zunächst einfarbig weiß bis weißgrau und am Hinterleib mit einer buschigen, federähnlichen, wachshaltigen Quaste versehen. Dieser Federbusch beinhaltet giftige Substanzen. Dadurch sind die Tiere für potentielle Fressfeinde ungenießbar. Details zur Lebensweise der Art müssen noch erforscht werden.